# Museo pinacoteca Enrico Mattei
Il Museo pinacoteca Enrico Mattei è un museo e pinacoteca situato a Civitella Roveto (AQ) in Abruzzo, dedicato all'imprenditore e dirigente pubblico Enrico Mattei. 

## Storia
Il museo pinacoteca di Civitella Roveto ospita le opere di artisti di fama nazionale ed internazionale che dal 1954 hanno partecipato al premio di pittura inizialmente intitolato ad Antonio Mattei, padre dell'imprenditore, politico e dirigente pubblico Enrico Mattei, originario di Civitella Roveto.
Dopo la morte del fondatore dell'Eni la kermesse di arte contemporanea fu a lui intitolata.
Nel 1974 grazie ad una donazione di Nino Gagliardi, vincitore di quella edizione del premio di pittura, fu possibile avviare la realizzazione del catalogo che fu completato alcuni anni dopo da Leo Strozzieri ed Eolo Costi.
Nel 1988, quando il museo era già stato intitolato ad Enrico Mattei, fu istituita la fondazione "Premio Internazionale di Pittura e Scultura Valle Roveto" guidata da Lucia Allegritti.
Nel corso delle varie edizioni la locale Pro loco ospitò in alcuni locali i dipinti e le sculture, fino al 1995 quando grazie ad un contributo economico della Regione Abruzzo e di altri enti locali furono avviati i  lavori di adeguamento strutturale della nuova sede e il restauro di numerosi dipinti che venne effettuato da Dante Simone.

## Collezione
Il museo pinacoteca è situato nel centro storico di Civitella Roveto, in piazza San Giovanni, nei pressi della chiesa di San Giovanni Battista.
Ospita su due piani opere, tra gli altri, di Barscigliè, Armocida, Cordio, Ercole, Muccini, Omiccioli, Poggiali, Ranocchi, Sabatini, Sarra, Solimena, Toccotelli, Trotti, Vangelli, Cervelli, Colonnello, Pasquale Di Fabio e Nino Gagliardi. Ospita numerose opere di artisti contemporanei dell'astrattismo e dell'arte figurativa, riferite al tema del paesaggio, che hanno partecipato, a cominciare dal 1954 e nel corso degli anni, al premio internazionale di pittura.